# Merrillia caloxylon
Merrillia es un género monotípico de árboles,  perteneciente a la familia Rutaceae. Su única especie:  Merrillia caloxylon, es originaria de Indonesia (Sumatra), Malasia y Tailandia.

## Hábitat y Ecología
Son árboles solitarios que se encuentran dispersos en las tierras bajas de bosque húmedo primario y secundario en las orillas de los ríos y laderas de los cerros.

## Taxonomía
Merrillia caloxylon fue descrita por (Ridl.) Swingle y publicado en The Philippine Journal of Science. Section C, Botany 13: 337, en el año 1919.
Sinonimia
- Murraya caloxylon Ridl. basónimo[3]